# Verne Gagne
Verne Gagne (Robbinsdale, 26 de fevereiro de 1926 — Bloomington, 27 de abril de 2015) foi um lutador de luta profissional, futebol americano e treinador de wrestling estadunidense. Ele foi o dirigente/promotor da American Wrestling Association (AWA), com base em Minneapolis, Minnesota, a qual predominou no sudeste dos Estados Unidos durante muitos anos. O seu filho, Greg Gagne, também é uma personalidade no wrestling. Gagne foi induzido no WWE Hall of Fame e WCW Hall of Fame. Ele também é membro do Professional Wrestling Hall of Fame e Wrestling Observer Newsletter Hall of Fame.
Em sua carreira, Verne usou como finisher o Sleeper Hold e Flying Dropkick. Gagne acumulou títulos dos mais diversos, destacando-os das federações National Wrestling Alliance, American Wrestling Association (onde teve mais reinados do título principal) e World Class Championship Wrestling. Foi considerado o #158 dos 500 melhores lutadores, na edição da PWI 500, produzida pela revista Pro Wrestling Illustrated.
Na sua carreira, Gagne treinou diversos lutadores, destacando alguns a seguir: Ric Flair, Ricky Steamboat, Curt Hennig, Bob Backlund, Sgt. Slaughter e Jimmy Snuka.